# Cymodusa columbiensis
Cymodusa columbiensis là một loài tò vò trong họ Ichneumonidae.